# Boris Trubețkoi
Boris Alekseevici Trubețkoi (sau Trubețcoi, în rusă Борис Алексеевич Трубецкой; n. 28 iunie 1909, Voronej, Imperiul Rus – d. 1998, Chișinău, Republica Moldova) a fost un istoric sovietic moldovean, critic literar, cercetător al operei lui Aleksandr Pușkin și al literaturii ruse, doctor în științe filologice (1971), profesor universitar (1974) și pedagog. A fost o figură marcantă a culturii literare sovietice și basarabene.
Membru în Uniunea Scriitorilor din Moldova și în Uniunea Jurnaliștilor din Moldova, a fost secretar responsabil al Uniunii Scriitorilor. I s-a conferit titlul de Lucrător Emerit al Culturii al RSS Moldovenești.

## Biografie
Trubețkoi provenea dintr-o familie nobiliară importantă din Imperiul Rus. Tatăl său a fost o victimă a represiunii politice în perioada sovietică. Boris a absolvit Institutul Pedagogic din Voronej în 1937. A activat la Casa Pușkin din Leningrad și a supraviețuit blocadei Leningradului, fiind ulterior evacuat în Siberia, unde a suferit de tuberculoză.
Începând cu anul 1944 s-a stabilit în RSS Moldovenească, unde s-a dedicat cercetării istoriei presei basarabene și a legăturilor literare dintre Rusia și Moldova.
Între 1947 și 1953 a fost primul director al Casei memoriale-muzeu A. S. Pușkin din Chișinău.
A predat limba rusă la Universitatea de Stat din Moldova între anii 1954–1975 și 1980–1986. Între 1975 și 1980 a fost șeful catedrei de literatură rusă și sovietică.
Pentru contribuțiile sale în domeniul științei și culturii, a fost distins cu titlul de „Lucrător Emerit al Culturii al RSSM”.
A fost înmormântat în Cimitirul Central din Chișinău.

## Activitate științifică
Trubețkoi este considerat unul dintre cei mai importanți cercetători ai operei lui Aleksandr Pușkin, în special al perioadei petrecute de poet în Chișinău (1820–1823). Cu ajutorul documentelor, planurilor vechi ale orașului și indicațiilor localnicilor, Trubețkoi a identificat ruinele fostei case a negustorului Naumov din Chișinău, care aparținuse anterior boierilor Donici. În acea casă, aflată ulterior în proprietatea guvernatorului Inzov, a locuit Pușkin în timpul exilului său.
A publicat peste 200 de lucrări științifice și literare, concentrându-se pe:
- legăturile culturale ruso-moldovenești,
- istoria presei basarabene dinainte de 1917,
- analiza esteticii și criticii literare sovietice.

A fost inițiatorul restaurării casei lui Pușkin din Chișinău și al fostei moșii a familiei Ralli din Dolna, devenită ulterior filială a muzeului.
În 1982 a scris scenariul filmului documentar Pușkin în Moldova, împreună cu Anatol Codru.

## Lucrări (selecție)
- Pușkin la Chișinău – Chișinău, 1945
- Din istoria presei periodice din Basarabia (1854–1916) – Chișinău, 1968
- „De vorba ta e plin acest ținut…” – Chișinău, 1973
- Legătura timpurilor. Probleme de estetică, critică, jurnalism – Chișinău, 1978
- Pușkin în Moldova – Chișinău, apărut în 7 ediții